# أوليفر جيمس (لاعب كريكت)
أوليفر جيمس (بالإنجليزية: Oliver James)‏ (3 أكتوبر 1990 في المملكة المتحدة - ) هو لاعب كريكت بريطاني. لعب مع Herefordshire County Cricket Club ‏ وLoughborough MCC University ‏.

## وصلات خارجية
- أوليفر جيمس على موقع إي آس بي آن كريك إنفو (الإنجليزية)